# Crenarchaeota
I Crenarchaeota, o Sulfobacteria, sono un phylum degli Archaea.
Inizialmente si pensava che gli organismi appartenenti a questo phylum fossero archebatteri estremofili (ipertermofili o psicrofili estremi), ma recenti studi hanno evidenziato la loro massiccia presenza nell'ambiente marino (costituiscono la maggior parte degli archebatteri negli oceani). Risultano negativi alla colorazione di Gram e hanno cellule di varia forma: bacilli, cocchi, cellule filamentose e altre forme più strane.

## Ipertermofili
Le specie estremofile di questo phylum, tra le quali la più conosciuta è Sulfolobus solfataricus, si trovano in habitat vulcanici terrestri e sottomarini: solfatare (Sulfolobus e Acidianus), bocche vulcaniche sottomarine a basse profondità, ma anche black smoker a migliaia di metri sotto il livello del mare, dove le temperature superano i 100 °C} grazie all'enorme pressione dell'acqua (Pyrolobus, Pyrodictium e Pyrobaculum).
La maggior parte sono anaerobi obbligati (usano lo zolfo al posto dell'ossigeno), eccetto alcuni (Sulfolobus) che sono invece aerobi e eterotrofi, cosa che garantisce loro un metabolismo particolarmente rapido rispetto agli altri termofili.

## Crenarchaeota acquatici
La presenza di Crenarchaea marini è stata individuata di recente, attraverso misurazioni nelle acque della concentrazione dei lipidi di membrana caratteristici del phylum. Sono stati individuati anche in ambienti di acqua dolce, cosa che fa pensare a una presenza ubiquitaria di questi microrganismi.